# Montour
Montour és una població dels Estats Units a l'estat d'Iowa. Segons el cens del 2000 tenia 285 habitants.

## Demografia
Segons el cens del 2000, Montour tenia 285 habitants, 116 habitatges, i 85 famílies. La densitat de població era de 244,5 habitants/km².
Dels 116 habitatges en un 30,2% hi vivien nens de menys de 18 anys, en un 62,9% hi vivien parelles casades, en un 8,6% dones solteres, i en un 25,9% no eren unitats familiars. En el 19,8% dels habitatges hi vivien persones soles el 6% de les quals corresponia a persones de 65 anys o més que vivien soles. El nombre mitjà de persones vivint en cada habitatge era de 2,46 i el nombre mitjà de persones que vivien en cada família era de 2,8.
Per edats la població es repartia de la següent manera: un 24,6% tenia menys de 18 anys, un 6,7% entre 18 i 24, un 31,2% entre 25 i 44, un 24,2% de 45 a 60 i un 13,3% 65 anys o més.
L'edat mediana era de 39 anys. Per cada 100 dones de 18 o més anys hi havia 108,7 homes.
La renda mediana per habitatge era de 40.000 $ i la renda mediana per família de 43.500 $. Els homes tenien una renda mediana de 34.375 $ mentre que les dones 21.979 $. La renda per capita de la població era de 16.786 $. Entorn del 2,6% de les famílies i el 4,7% de la població estaven per davall del llindar de pobresa.

## Poblacions més properes
El següent diagrama mostra les poblacions més properes.